# Elton Johns diskografi
Den britiske musiker, sanger og sangskriver Elton Johns diskografi består af 30 studiealbums, 4 livealbums, 7 soundtracks, 16 opsamlingsalbum og 3 EP'er samt 2 yderligere albums. John har solgt over 200 millioner albums på verdensplan. Johns bedst sælgende studiealbum er Goodbye Yellow Brick Road fra 1973, der solgte mere end 30 millioner eksemplarer på verdensplan.

## Studiealbums
| Empty Sky                                                                  | - Udgivet: 6. juni 1969 - Pladeselskab: DJM - Formater: LP, kassettebånd                                 | —  | —  | —  | 30 | —  | —  | —  | —  | —  | 6 [A] | |
| Elton John                                                                 | - Udgivet: 10. april 1970 - Pladeselskab: DJM/Uni (US) - Formater: LP, kassettebånd                      | 5  | 2  | —  | 4  | —  | —  | —  | —  | —  | 4     | - RIAA: Guld |
| Tumbleweed Connection                                                      | - Udgivet: 30. oktober 1970 - Pladeselskab: DJM/Uni (US) - Formater: LP, kassettebånd                    | 2  | 4  | —  | 4  | —  | —  | —  | —  | —  | 5     | - RIAA: Platin |
| Madman Across the Water                                                    | - Udgivet: 5 November 1971 - Pladeselskab: DJM/Uni (US) - Formater: LP, kassettebånd                     | 41 | 8  | —  | 13 | —  | —  | —  | —  | —  | 8     | - RIAA: 2× Platin |
| Honky Château                                                              | - Udgivet: 19. maj 1972 - Pladeselskab: DJM/Uni (US) - Formater: LP, kassettebånd                        | 2  | 4  | —  | 3  | —  | 43 | 8  | —  | —  | 1     | - RIAA: Platin |
| Don't Shoot Me I'm Only the Piano Player                                   | - Udgivet: 22. januar 1973 - Pladeselskab: DJM/MCA (US) - Formater: LP, kassettebånd, Reel Tape          | 1  | 1  | —  | 1  | —  | 16 | 1  | —  | —  | 1     | - RIAA: 3× Platin |
| Goodbye Yellow Brick Road                                                  | - Udgivet: 5. oktober 1973 - Pladeselskab: DJM/MCA (US) - Formater: LP, kassettebånd, 8-Track, Reel Tape | 1  | 1  | —  | 1  | —  | 41 | 5  | 9  | —  | 1     | - BPI: Platin - RIAA: 8× Platin |
| Caribou                                                                    | - Udgivet: 28. juni 1974 - Pladeselskab: DJM/MCA (US) - Formater: LP, kassettebånd                       | 1  | 1  | —  | 1  | —  | 30 | 6  | 20 | —  | 1     | - BPI: Guld - RIAA: 2× Platin |
| Captain Fantastic and the Brown Dirt Cowboy                                | - Udgivet: 19. maj 1975 - Pladeselskab: DJM/MCA (US) - Formater: LP, kassettebånd                        | 2  | 1  | 7  | 1  | 1  | 22 | 2  | 1  | —  | 1     | - BPI: Guld - RIAA: 3× Platin |
| Rock of the Westies                                                        | - Udgivet: 24. oktober 1975 - Pladeselskab: DJM/MCA (US) - Formater: LP, kassettebånd                    | 5  | 4  | —  | 1  | 5  | 33 | 6  | 4  | 6  | 1     | - BPI: Guld - MC: Platin - RIAA: Platin |
| Blue Moves                                                                 | - Udgivet: 22. oktober 1976 - Pladeselskab: Rocket - Formater: LP, kassettebånd                          | 3  | 8  | —  | 5  | 12 | 39 | 5  | 7  | 12 | 3     | - BPI: Guld - MC: Guld - SNEP: Guld - RIAA: Platin                                                                                            |
| A Single Man                                                               | - Udgivet: 16. oktober 1978 - Pladeselskab: Rocket - Formater: LP, kassettebånd                          | 8  | 8  | —  | 12 | 12 | 17 | 4  | 5  | 26 | 15    | - BPI: Guld - MC: Platin - SNEP: Guld - RIAA: Platin                                                                                          |
| Victim of Love                                                             | - Udgivet: 13. oktober 1979 - Pladeselskab: Rocket - Formater: LP, kassettebånd                          | 41 | 20 | —  | 28 | 21 | —  | 18 | 44 | —  | 35    | - MC: Guld |
| 21 at 33                                                                   | - Udgivet: 13. maj 1980 - Pladeselskab: Rocket - Formater: LP, kassettebånd                              | 12 | 7  | —  | 10 | 10 | 21 | 6  | 3  | 16 | 13    | - MC: Guld - SNEP: Guld - RIAA: Guld |
| The Fox                                                                    | - Udgivet: 20. maj 1981 - Pladeselskab: Rocket - Formater: LP, kassettebånd                              | 12 | 2  | 11 | 43 | 5  | 34 | 5  | 6  | 25 | 21    | - BPI: Silver |
| Jump Up!                                                                   | - Udgivet: 9. april 1982 - Pladeselskab: Rocket - Formater: LP, kassettebånd                             | 13 | 3  | —  | 19 | 12 | 47 | 3  | 1  | 15 | 17    | - BPI: Silver - RIAA: Guld |
| Too Low for Zero                                                           | - Udgivet: 30. maj 1983 - Pladeselskab: Rocket - Formater: CD, LP, kassettebånd                          | 7  | 2  | —  | 17 | 11 | 5  | 6  | 2  | 30 | 25    | - BPI: Platin - MC: Platin - SNEP: Guld - BVMI: Guld - RIAA: Platin                                                                           |
| Breaking Hearts                                                            | - Udgivet: 9. juli 1984 - Pladeselskab: Rocket - Formater: CD, LP, kassettebånd                          | 2  | 1  | 4  | 10 | —  | 5  | 7  | 2  | 11 | 20    | - BPI: Guld - RIAA: Platin |
| Ice on Fire                                                                | - Udgivet: 7. november 1985 - Pladeselskab: Rocket - Formater: CD, LP, kassettebånd                      | 3  | 6  | 9  | 49 | 14 | 5  | 2  | 8  | 16 | 48    | - BPI: Platin - SNEP: Guld - BVMI: Guld - IFPI SWE: Platin - IFPI SWI: 2× Platin - RIAA: Guld                                                 |
| Leather Jackets                                                            | - Udgivet: 15. otober 1986 - Pladeselskab: Rocket - Formater: CD, LP, kassettebånd                       | 24 | 4  | 22 | 38 | —  | 21 | 12 | 34 | 31 | 91    | - BPI: Guld |
| Reg Strikes Back                                                           | - Udgivet: 24. juni 1988 - Pladeselskab: Rocket - Formater: CD, LP, kassettebånd                         | 18 | 13 | 13 | 6  | 30 | 18 | 8  | 26 | 18 | 16    | - BPI: Silver - MC: 2× Platin - SNEP: Guld - RIAA: Guld                                                                                       |
| Sleeping with the Past                                                     | - Udgivet: 29. august 1989 - Pladeselskab: Rocket - Formater: CD, LP, kassettebånd                       | 1  | 2  | 5  | 23 | 2  | 9  | 7  | 1  | 23 | 23    | - BPI: 3× Platin - MC: 2× Platin - SNEP: Platin - BVMI: Guld - IFPI SWI: 2× Platin - RIAA: Platin                                             |
| The One                                                                    | - Udgivet: 22. juni 1992 - Pladeselskab: Rocket - Formater: CD, LP, kassettebånd                         | 2  | 2  | 1  | 7  | 1  | 1  | 2  | 7  | 8  | 8     | - BPI: Guld - IFPI AUT: Platin - MC: 3× Platin - SNEP: Platin - BVMI: Guld - IFPI SWI: 2× Platin - RIAA: 2× Platin                            |
| Made in England                                                            | - Udgivet: 17. marts 1995 - Pladeselskab: Rocket - Formater: CD, LP, kassettebånd                        | 3  | 6  | 1  | 3  | 2  | 4  | 3  | 10 | 8  | 13    | - BPI: Guld - IFPI AUT: Platin - MC: 2× Platin - SNEP: Platin - BVMI: Guld - IFPI SWE: Guld - IFPI SWI: Platin - RIAA: Platin                 |
| The Big Picture                                                            | - Udgivet: 22. september 1997 - Pladeselskab: Rocket - Formater: CD, kassettebånd                        | 3  | 5  | 1  | 14 | 4  | 8  | 2  | 7  | 2  | 9     | - BPI: Platin - ARIA: Platin - IFPI AUT: Guld - MC: Platin - SNEP: Guld - IFPI NOR: Platin - IFPI SWE: Guld - IFPI SWI: Platin - RIAA: Platin |
| Songs from the West Coast                                                  | - Udgivet: 1. oktober 2001 - Pladeselskab: Rocket/Mercury - Formater: CD, kassettebånd                   | 2  | 7  | 15 | 9  | 19 | 14 | 2  | 24 | 8  | 15    | - BPI: 2× Platin - ARIA: Guld - MC: Guld - IFPI NOR: Guld - IFPI SWE: Guld - IFPI SWI: Guld - RIAA: Guld                                      |
| Peachtree Road                                                             | - Udgivet: 9. november 2004 - Pladeselskab: Rocket/Universal - Formater: CD, LP                          | 21 | 44 | 27 | 11 | 63 | 31 | 16 | 34 | 38 | 17    | - BPI: Guld - IFPI SWI: Guld - RIAA: Guld |
| The Captain & the Kid                                                      | - Udgivet: 18. september 2006 - Pladeselskab: Mercury/Interscope - Formater: CD, LP                      | 6  | 37 | 37 | 12 | 56 | 25 | 10 | —  | 27 | 18    | - BPI: Silver |
| The Diving Board                                                           | - Udgivet: 13. september 2013 - Pladeselskab: Mercury/Capitol - Formater: CD, LP, digital download       | 3  | 26 | 13 | 7  | 24 | 11 | 10 | 20 | 42 | 4     | - BPI: Silver |
| Wonderful Crazy Night                                                      | - Udgivet: 5. februar 2016 - Pladeselskab: Virgin EMI - Formater: CD, LP, digital download               | 6  | 11 | 8  | 18 | 35 | 10 | 17 | 11 | 15 | 8     | |
| "—" nåede ikke hitlisterne i dette område eller kom ikke ind på hitlisten. | |    |    |    |    |    |    |    |    |    |       | |

Notes
- A^ Album was not released and did not chart in the United States until 1975.

## Samarbejder
| Duets | - Udgivet: 22 November 1993 - Pladeselskab: Rocket - Formater: CD, LP, kassettebånd                       | 5  | 12 | 1  | 14 | —  | 10 | 3 | 16 | 20 | 25 | - BPI: Platin - IFPI AUT: Platin - MC: Platin - SNEP: 2× Gold - IFPI NOR: Platin - IFPI SWI: Platin - RIAA: Platin |
| The Union (with Leon Russell) | - Udgivet: 19 October 2010 - Pladeselskab: Mercury/Decca - Formater: CD, LP, digital download             | 12 | 28 | 28 | 7  | 51 | 23 | 5 | 24 | 24 | 3  | - BPI: Silver - MC: Guld                                                                                           |
| Good Morning to the Night (vs Pnau) | - Udgivet: 16 July 2012 - Pladeselskab: Mercury - Formater: CD, LP                                        | 1  | 40 | —  | —  | —  | —  | — | —  | —  | —  | |
| The Lockdown Sessions (Elton John album) (with Dua Lipa, Cold Heart (Pnau remix)) (Charlie Puth, After All) (Stevie Wonder, Finish Line) (Ed Sheeran, Merry Christmas) (Britney Spears, Hold Me Closer) | - Udgivet: 22 Oktober 2021 - Pladeselskab: EMI Records (UK) & Interscope Records (USA) - Formater: CD, LP | —  | —  | —  | —  | —  | —  | — | —  | —  | —  | |
| "—" nåede ikke hitlisterne i dette område eller kom ikke ind på hitlisten. | |    |    |    |    |    |    |   |    |    |    | |

## Julealbum
| Titel                        | Albumdetaljer                                                         | Højeste hitlisteplacering | Højeste hitlisteplacering | Højeste hitlisteplacering | Højeste hitlisteplacering | Højeste hitlisteplacering | Højeste hitlisteplacering | Højeste hitlisteplacering | Højeste hitlisteplacering | Højeste hitlisteplacering | Højeste hitlisteplacering | Certificeringer |
| Titel                        | Albumdetaljer                                                         | UK                        | AUS                       | AUT                       | CAN                       | FRA                       | GER                       | NOR                       | NZ                        | SWE                       | US                        | Certificeringer |
| ---------------------------- | --------------------------------------------------------------------- | ------------------------- | ------------------------- | ------------------------- | ------------------------- | ------------------------- | ------------------------- | ------------------------- | ------------------------- | ------------------------- | ------------------------- | --------------- |
| Elton John's Christmas Party | - Udgivet: 10 November 2005 - Pladeselskab: Hear Music - Formater: CD | —                         | —                         | —                         | —                         | —                         | —                         | —                         | —                         | —                         | —                         |                 |

## Gæsteoptræden
| Titel                                                                    | Albumdetaljer | Højeste hitlisteplacering | Højeste hitlisteplacering | Højeste hitlisteplacering | Højeste hitlisteplacering | Højeste hitlisteplacering | Højeste hitlisteplacering | Højeste hitlisteplacering | Højeste hitlisteplacering | Højeste hitlisteplacering | Højeste hitlisteplacering | Certificeringer       |
| Titel                                                                    | Albumdetaljer | UK                        | AUS                       | AUT                       | CAN                       | FRA                       | GER                       | NOR                       | NZ                        | SWE                       | US                        | Certificeringer       |
| ------------------------------------------------------------------------ | --- | ------------------------- | ------------------------- | ------------------------- | ------------------------- | ------------------------- | ------------------------- | ------------------------- | ------------------------- | ------------------------- | ------------------------- | --------------------- |
| Greatest Hits III Queen                                                  | - Udgivet: 8 November 1999 - Pladeselskab: Parlophone (Europe) Hollywood Records (North America) - Formater: CD, LP | 5                         | 77                        | 2                         | —                         | 8                         | 5                         | 5                         | 24                        | 19                        | —                         |                       |
| England's Rose (Candle In The Wind), With Compliments Claudia Hirschfeld | - Udgivet: 2001 - Pladeselskab: Mautner Medien GmbH (Europe) Manual Music (Germany) - Formater: CD, LP              | —                         | —                         | —                         | —                         | —                         | —                         | —                         | —                         | —                         | —                         |                       |
| Black Gives Way to Blue Alice in Chains                                  | - Udgivet: 29 September 2009 - Pladeselskab: Virgin/EMI - Formater: CD, LP, digital download                        | 19                        | 12                        | 14                        | 4                         | 46                        | 21                        | 9                         | 7                         | 20                        | 5                         | RIAA: Guld CRIA: Guld |

## Livealbums
| 17-11-70                                                                   | - Udgivet: 9 April 1971 - Pladeselskab: DJM - Formater: LP                       | 20 | 20 | —  | 10 | — | —  | —  | —  | —  | 11 |                                                                                      |
| Here and There                                                             | - Udgivet: 30 April 1976 - Pladeselskab: DJM - Formater: LP, kassettebånd        | 6  | 11 | —  | 13 | — | —  | 19 | 3  | 30 | 4  | - BPI: Silver - RIAA: Platin - MC: Guld                                              |
| Live in Australia (with the Melbourne Symphony Orchestra)                  | - Udgivet: 13 June 1987 - Pladeselskab: Rocket - Formater: CD, LP, kassettebånd  | 43 | 5  | —  | 43 | — | —  | —  | 11 | —  | 24 | - MC: 2× Platin - RIAA: Platin                                                       |
| One Night Only – The Greatest Hits                                         | - Udgivet: 13 November 2000 - Pladeselskab: Mercury - Formater: CD, kassettebånd | 7  | 32 | 20 | —  | — | 21 | 14 | 10 | 16 | 65 | - BPI: Platin - ARIA: Guld - IFPI AUT: Guld - MC: Guld - IFPI SWI: Guld - RIAA: Guld |
| "—" nåede ikke hitlisterne i dette område eller kom ikke ind på hitlisten. |                                                                                  |    |    |    |    |   |    |    |    |    |    |                                                                                      |

## Soundtracks
| Friends                                                                    | - Udgivet: 24 March 1971 - Pladeselskab: Paramount - Formater: LP                       | —  | 19 | —  | 17 | —  | —  | 12 | — | — | 36 | - RIAA: Guld |
| The Lion King                                                              | - Udgivet: 31 May 1994 - Pladeselskab: Walt Disney - Formater: CD, kassettebånd         | —  | 3  | 4  | 1  | 1  | 7  | —  | — | — | 1  | - BPI: Platin - ARIA: Guld - MC: Diamond - SNEP: Diamond - IFPI SWE: Guld - IFPI SWI: 2× Platin - RIAA: Diamond |
| Elton John and Tim Rice's Aida                                             | - Udgivet: 22 March 1999 - Pladeselskab: Rocket - Formater: CD, kassettebånd            | 29 | —  | 9  | —  | 24 | 23 | 12 | — | — | 41 | - RIAA: Guld |
| The Muse                                                                   | - Udgivet: 24 August 1999 - Pladeselskab: PolyGram - Formater: CD                       | —  | —  | —  | —  | —  | —  | —  | — | — | —  | |
| The Road to El Dorado                                                      | - Udgivet: 14 March 2000 - Pladeselskab: DreamWorks - Formater: CD, kassettebånd        | —  | —  | 40 | —  | —  | —  | —  | — | — | 63 | |
| Billy Elliot the Musical                                                   | - Udgivet: 7 February 2006 - Pladeselskab: Decca Broadway - Formater: CD                | —  | —  | —  | —  | —  | —  | —  | — | — | —  | |
| Gnomeo & Juliet                                                            | - Udgivet: 8 February 2011 - Pladeselskab: Buena Vista - Formater: CD, digital download | —  | —  | —  | —  | —  | —  | —  | — | — | —  | |
| "—" nåede ikke hitlisterne i dette område eller kom ikke ind på hitlisten. |                                                                                         |    |    |    |    |    |    |    |   |   |    | |

## Opsamlingsalbum
| Elton John's Greatest Hits                                                 | - Udgivet: 8 November 1974 - Pladeselskab: DJM - Formater: LP, kassettebånd         | 1  | 1  | —  | 1  | — | 43 | 3 | 5 | —  | 1  | - BPI: Platin - MC: Diamond - SNEP: Guld - RIAA: Diamond (17× Platin)                                                                          |
| Elton John's Greatest Hits Volume II                                       | - Udgivet: 13 September 1977 - Pladeselskab: DJM - Formater: LP, kassettebånd       | 6  | 46 | —  | 6  | — | —  | — | 6 | —  | 21 | - BPI: Guld - MC: Platin - RIAA: 5× Platin |
| Lady Samantha                                                              | - Udgivet: 1 March 1980 - Pladeselskab: DJM - Formater: LP, kassettebånd            | 56 | 74 | —  | —  | — | —  | — | — | —  | —  | |
| The Very Best of Elton John                                                | - Udgivet: 18 October 1980 - Pladeselskab: K-Tel - Formater: LP, kassettebånd       | 24 | —  | —  | —  | — | —  | — | 2 | —  | —  | |
| Love Songs                                                                 | - Udgivet: 29 October 1982 - Pladeselskab: TV Records - Formater: LP, kassettebånd  | 39 | —  | —  | —  | — | —  | — | — | —  | —  | |
| The Superior Sound of Elton John (1970–1975)                               | - Udgivet: 1983/1984 - Pladeselskab: DJM - Formater: CD, LP, kassettebånd           | —  | —  | —  | —  | — | —  | — | — | —  | —  | |
| Your Songs                                                                 | - Udgivet: 14 July 1985 - Pladeselskab: Rocket - Formater: CD, LP, kassettebånd     | —  | —  | —  | —  | — | 1  | — | — | —  | —  | - BVMI: Guld - RIAA: Guld |
| Elton John's Greatest Hits Volume III                                      | - Udgivet: 12 November 1987 - Pladeselskab: Geffen - Formater: CD, LP, kassettebånd | —  | —  | —  | 33 | — | —  | — | — | —  | 84 | - RIAA: 2× Platin |
| The Very Best of Elton John                                                | - Udgivet: 1 October 1990 - Pladeselskab: DJM - Formater: CD, LP, kassettebånd      | 1  | 1  | 1  | —  | 1 | 2  | 1 | 1 | 1  | —  | - BPI: 9× Platin - ARIA: 6× Platin - IFPI AUT: 3× Platin - SNEP: Diamond - BVMI: 2× Platin - IFPI SWI: 4× Platin                               |
| To Be Continued...                                                         | - Udgivet: 8 November 1990 - Pladeselskab: Rocket - Formater: CD, kassettebånd      | —  | —  | —  | 21 | — | —  | — | — | —  | 82 | - MC: Guld - RIAA: 2× Platin |
| Rare Masters                                                               | - Udgivet: 20 October 1992 - Pladeselskab: Polydor - Formater: CD, kassettebånd     | —  | —  | —  | —  | — | —  | — | — | —  | —  | |
| Greatest Hits 1976–1986                                                    | - Udgivet: 3 November 1992 - Pladeselskab: MCA - Formater: CD, kassettebånd         | —  | —  | —  | —  | — | —  | — | — | —  | —  | - RIAA: 2× Platin |
| Chartbusters Go Pop                                                        | - Udgivet: 1994 - Pladeselskab: RPM - Formater: CD                                  | —  | —  | —  | —  | — | —  | — | — | —  | —  | |
| Love Songs                                                                 | - Udgivet: 6 November 1995 - Pladeselskab: Mercury - Formater: CD, LP, kassettebånd | 4  | 7  | 4  | 12 | — | 7  | 1 | 1 | 2  | 24 | - BPI: 3× Platin - ARIA: 3× Platin - IFPI AUT: Platin - MC: 2× Platin - SNEP: 2× Platin - BVMI: Platin - IFPI SWI: 2× Platin - RIAA: 3× Platin |
| Greatest Hits 1970-2002                                                    | - Udgivet: 11 November 2002 - Pladeselskab: Mercury - Formater: CD                  | 3  | 6  | 19 | 18 | 3 | 19 | 6 | 8 | 12 | 12 | - BPI: 5× Platin - ARIA: 2× Platin - IFPI AUT: Guld - MC: 4× Platin - SNEP: Guld - BVMI: Guld - IFPI SWI: Guld - RIAA: 6× Platin               |
| Rocket Man: The Definitive Hits                                            | - Udgivet: 26 March 2007 - Pladeselskab: Mercury - Formater: CD, digital download   | 2  | 10 | 32 | 8  | — | 47 | 3 | 5 | 6  | 9  | - BPI: Platin - ARIA: 3× Platin - RIAA: 3× Platin                                                                                              |
| Diamonds                                                                   | - Released: 10 November 2017 - Label: UMe - Formats: CD, vinyl, digital download    | 5  | 3  | 33 | 5  | 9 | 31 | — | 2 | —  | 7  | - BPI: Platin - ARIA: Guld - RIAA: Guld |
| "—" nåede ikke hitlisterne i dette område eller kom ikke ind på hitlisten. |                                                                                     |    |    |    |    |   |    |   |   |    |    | |

## Hyldestalbum
| Titel                                                              | Albumdetaljer                                                                                       |
| ------------------------------------------------------------------ | --------------------------------------------------------------------------------------------------- |
| Two Rooms: Celebrating the Songs of Elton John & Bernie Taupin     | - Udgivet: 22. oktober 1991 - Pladeselskab: Mercury - Formater: LP, CD                              |
| Revamp: Reimagining the Songs of Elton John & Bernie Taupin        | - Udgivet: 6. april 2018 - Pladeselskab: Virgin EMI - Format: Digital download                      |
| Restoration: Reimagining the Songs of Elton John and Bernie Taupin | - Udgivet: 6. april 2018 - Pladeselskab: Universal Music Group Nashville - Format: Digital download |

## EP'er
| The Thom Bell Sessions                                                     | - Udgivet: Juni 1979 - Pladeselskab: Rocket - Formater: LP         | — | — | — | — | — | — | — | — | — | 51 |  |
| The Complete Thom Bell Sessions                                            | - Udgivet: Februar 1989 - Pladeselskab: Rocket - Formater: CD, LP  | — | — | — | — | — | — | — | — | — | —  |  |
| Remixed                                                                    | - Udgivet: 30. december 2003 - Pladeselskab: Rocket - Formater: CD | — | — | — | — | — | — | — | — | — | —  |  |
| "—" nåede ikke hitlisterne i dette område eller kom ikke ind på hitlisten. |                                                                    |   |   |   |   |   |   |   |   |   |    |  |